# Georges Pompidou
Georges Jean Raymond Pompidou (Montboudif, 5 de julio de 1911-París, 2 de abril de 1974) fue un político francés, presidente de su país desde 1969 hasta su muerte en 1974.
Siendo un honorario maestro de las peticiones (Maître des requêtes) al Consejo de Estado y exgerente general del Banco Rothschild, se convirtió en miembro del Consejo Constitucional entre 1959 y 1962, y después, durante la presidencia de Charles de Gaulle, se desempeñó como primer ministro de Francia, desde el 14 de abril de 1962 hasta el 10 de julio de 1968.
El 15 de junio de 1969, como resultado de las elecciones presidenciales de Francia de 1969, Pompidou es elegido 19.º presidente de la República Francesa y copríncipe de Andorra, desempeñando dichos cargos desde el 20 de junio de 1969 hasta su muerte, el 2 de abril de 1974. Hasta el momento, es el único presidente de la Quinta República Francesa que ha muerto durante su mandato presidencial, y uno de los dos que han fallecido en mandato de causas naturales junto con Félix Faure.

## Biografía

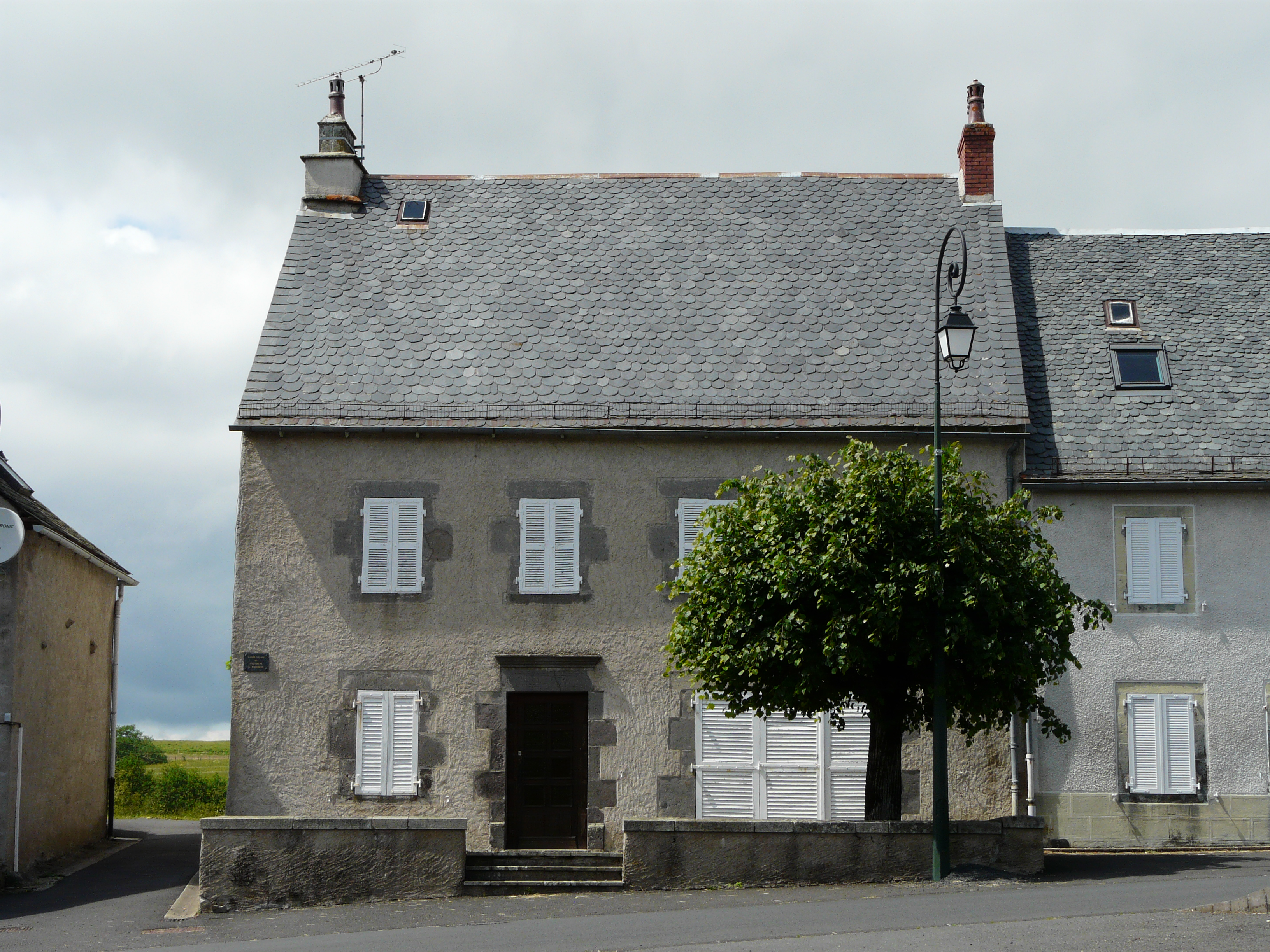
La casa donde nació Georges Pompidou en Montboudif

Georges Jean Raymond Pompidou nació el 5 de julio de 1911 en Montboudif, departamento de Cantal, hijo de Léon Pompidou (1887-1969), profesor de español, y Marie-Louise Chavagnac (1886-1945), profesora. A muy temprana edad, Pompidou se mudó con su familia a Albi. Poco tiempo después comenzó sus estudios.
Al terminar su secundaria en la escuela secundaria Lapèrouse de Albi, estudia en la preparatoria Pierre de Fermat; tras graduarse estudiaría en el prestigioso liceo Louis-le-Grand de París junto a Léopold Sédar Senghor y Aimé Césaire. Su vocación literaria lo lleva a la Escuela Normal Superior (1931), y poco después iniciaría una carrera docente (años más tarde, esta experiencia literaria le permitiría escribir una Anthologie de la poésie française).
En 1940, entra en un regimiento de la batalla de Francia, donde entonces, Pompidou sirvió con el rango de teniente y, a continuación, participó en el movimiento de resistencia.
Sin embargo, tras la Liberación en 1945, Pompidou colaboró con Charles de Gaulle en su carrera política, en donde sus intereses lo conducirán hacia otros terrenos. Gracias a los contactos hechos en «Normal’sup» accede a los círculos de poder del Gobierno provisional de la República Francesa; se le designa director del Comisariado de Turismo (1946-1949) y casi simultáneamente accede al Consejo de Estado. Adquiere así cierta vocación por temas económicos; de este modo, gracias a su amistad con Gaston Palewski, entre 1954 y 1958, poco tiempo después del retiro de Charles de Gaulle de la política, trabaja como gerente para la familia Rothschild, conocidos banqueros franceses.
Después, en 1958, cuando Charles de Gaulle regresa a la política postulándose para presidente de Francia, Pompidou se convierte en director de gabinete, pero este cargo duró poco tiempo porque Pompidou participó activamente en un nuevo gobierno y abandonó el cargo.
Entre 1959 y 1962, Pompidou regresa a trabajar al banco de la familia Rothschild; mientras tanto, Charles de Gaulle ejercía la presidencia de Francia y, mientras tanto, se crea el Consejo Constitucional. En 1962, tras su salida del banco de los Rothschild, asume el cargo de primer ministro de Francia y también participa, con la delegación francesa, en los Acuerdos de Evian, tras la independencia de Argelia.
En su vida privada, el 29 de octubre de 1935 se casa con Claude Cahour (Claude Pompidou). Adoptarán un hijo, Alain Pompidou, el cual trabajaría en la Oficina Europea de Patentes. Los Pompidou fueron grandes coleccionistas de arte moderno.
Pompidou durante su tiempo en el cargo se caracterizó por un constante esfuerzo de modernización de la capital de Francia. Esto se puede observar a través de su construcción de un museo de arte moderno, el Centro Pompidou, en el borde de la zona de Marais de París. Otros intentos de modernización incluían la demolición de los mercados al aire libre en Les Halles y sustituirlo por un metro y estación de tren, la construcción de la torre Montparnasse, y la construcción de una autopista en la orilla derecha del Sena.

## Carrera política
Durante la Liberación, Pompidou consigue ser profesor en la escuela Enrique IV. Después obtiene un puesto de ser el encargado de la educación en la oficina del general Charles de Gaulle. Desde este entonces, Pompidou comienza a desarrollar diversas funciones políticas en Francia.
Tras el retorno del general de Gaulle al poder, en 1958, Pompidou es llamado a dirigir el gabinete del presidente.
El 20 de febrero de 1959, el presidente lo designará como miembro del Consejo Constitucional, cargo que ocupará hasta 1962.

### Primer ministro (1962-1968)

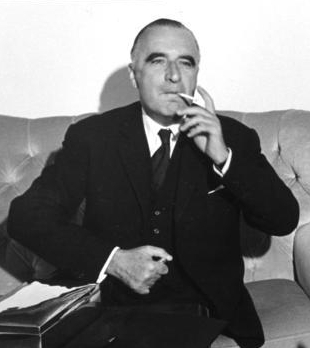
Pompidou en 1965.

Desde el 16 de abril de 1962, Pompidou ocupa el puesto de primer ministro, soportando diversos cambios de gobierno hasta el 10 de julio de 1968. Su mandato hubiera probablemente sido más largo de no haberse producido los acontecimientos de mayo de 1968: para reforzar la acción del gobierno, propuso al presidente disolver la Asamblea Nacional. Tal decisión, que muchos juzgaron suicida, resultó ser una hábil maniobra política que consiguió decapitar a la izquierda (Pierre Mendès-France, uno de los líderes de izquierda, por ejemplo, no fue reelegido en esta ocasión); pero de Gaulle, irritado por haber sido cuestionado por su primer ministro, lo obliga a renunciar, reemplazándolo por Maurice Couve de Murville.
- Primer periodo: 4 de noviembre - 28 de noviembre de 1962
- Segundo periodo: 28 de noviembre de 1962 - 8 de enero de 1966
- Tercer periodo: 8 de enero de 1966 - 6 de abril de 1967
- Cuarto periodo: 6 de abril de 1967 - 30 de mayo de 1968
- Quinto periodo: 30 de mayo de 1968 - 10 de julio de 1968

### Presidencia (1969-1974)

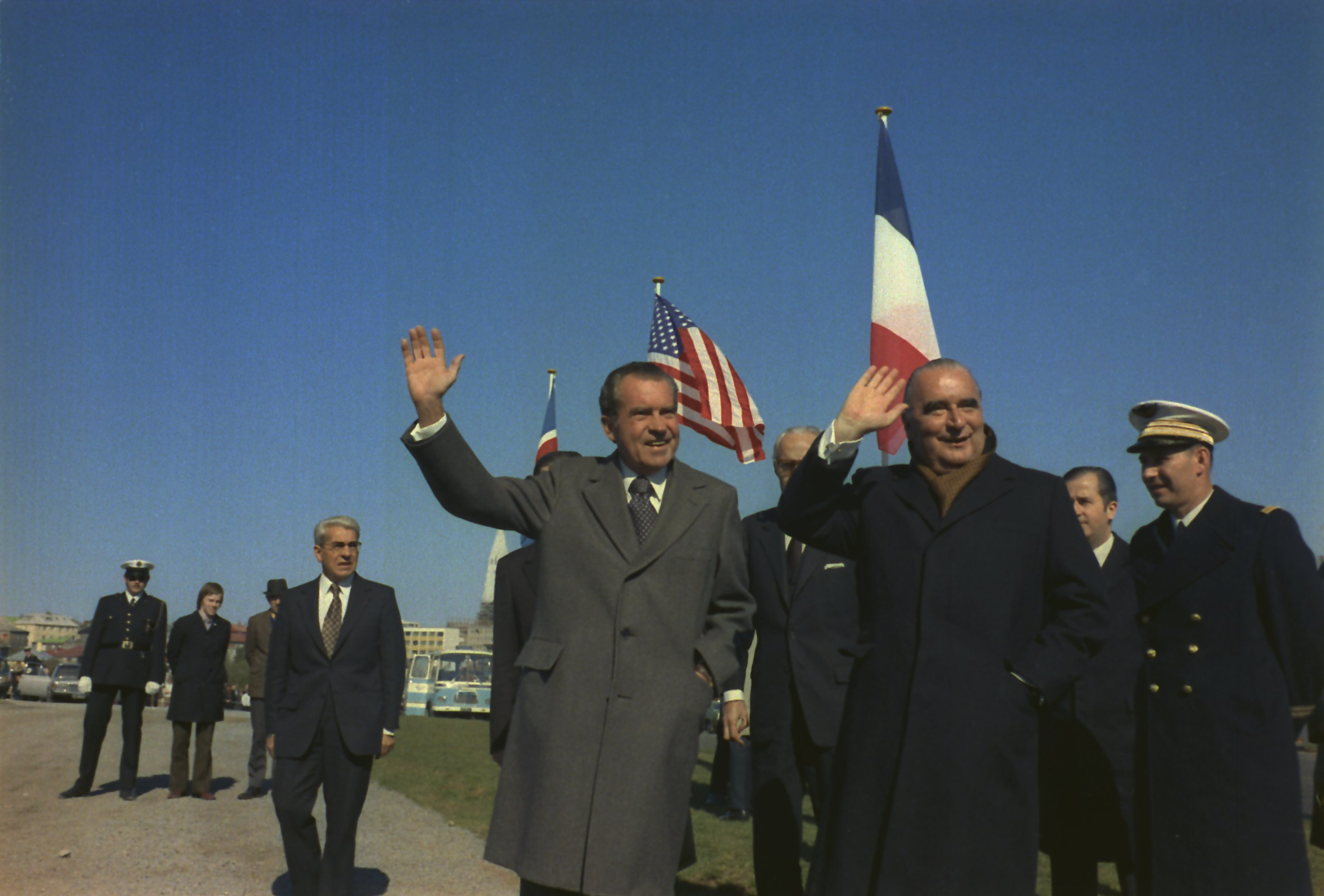
Richard Nixon al lado de Pompidou en 1973 en Reikiavik (Islandia).

Tras la renuncia del general de Gaulle, Georges Pompidou es elegido presidente de la República francesa, con un 58,22 % de los votos. Asume el cargo el 20 de junio de 1969. En cuanto a la política nacional, Pompidou continuó la modernización económica de Francia, así como la industrialización acelerada. También tuvo que lidiar con algunos conflictos sociales, y los problemas de la crisis petrolera de 1973.

#### Gobierno Chaban-Delmas
Durante sus cinco años al frente del Ejecutivo galo, Chaban-Delmas puso en marcha la Nueva Sociedad, una serie de medidas de corte social y de apertura pública que tenían el objetivo de cerrar definitivamente las heridas de mayo del 68, y de empezar una nueva etapa en la que la participación colectiva fuese una prioridad, y en la que se pudiese producir una cierta apertura política, como se demostró en el hecho de que el político de izquierdas Jacques Delors, que años después ocuparía puestos ministeriales durante la presidencia de Mitterrand, fuese uno de sus colaboradores. En su discurso de investidura frente a la Asamblea Nacional, el primer ministro declaró que su Gobierno quería ser "el de la reconciliación y la acción". Sin embargo, desde algunos sectores del gaullismo, se le acusó de ir demasiado lejos.

#### Trabajos de modernización
Pompidou apuesta por un desarrollo industrial de Francia, e inicia una serie de trabajos de modernización, en diversas áreas: el TGV, la modernización de las telecomunicaciones, la construcción de autopistas, etc.
El urbanismo de París conserva restos del mandato del presidente Pompidou: la noción de un estilo "pompidoliano" identifica la tentación de construir torres elevadas en pleno centro de una ciudad que hasta entonces se había caracterizado por una arquitectura uniforme (estilo "hausmanniano"); la Tour Montparnasse es probablemente símbolo principal de esta época. Preocupado por la difusión del arte, inició los trabajos para la construcción de un importante centro cultural que lleva su nombre.

#### Economía
Durante los primeros cuatro años de su mandato presidencial, la tasa media anual de crecimiento de Francia, se situó en un 5,4 %, en comparación con una tasa de desempleo del 2,5 %.
De 1969 a 1973, Francia le otorgó al mundo - con un diferencial de crecimiento de entre 1 y 2 puntos en relación con sus principales socios industriales - el ejemplo de un país con un rápido crecimiento y un desarrollo de lo más regular ante todos los países industrializados. La inversión empresarial creció en más de la mitad, la tasa de inversión alcanzó casi un tercio del producto interno bruto.
El nivel de calidad de vida de los franceses se mantuvo al mismo nivel que la de los alemanes, y se sobrepuso a una cuarta parte del de Gran Bretaña. La influencia de las exportaciones sobre el PIB pasó de 10 % a más del 20 % y el comercio exterior absorbió más del 50 % de las exportaciones. La situación de un empleo pleno estaba garantizada, mientras que el poder adquisitivo se incrementó en casi un 25 % en cinco años. El objetivo de la presidencia Pompidou era obvio: hacer de Francia la potencia industrial líder en Europa.

#### Política internacional

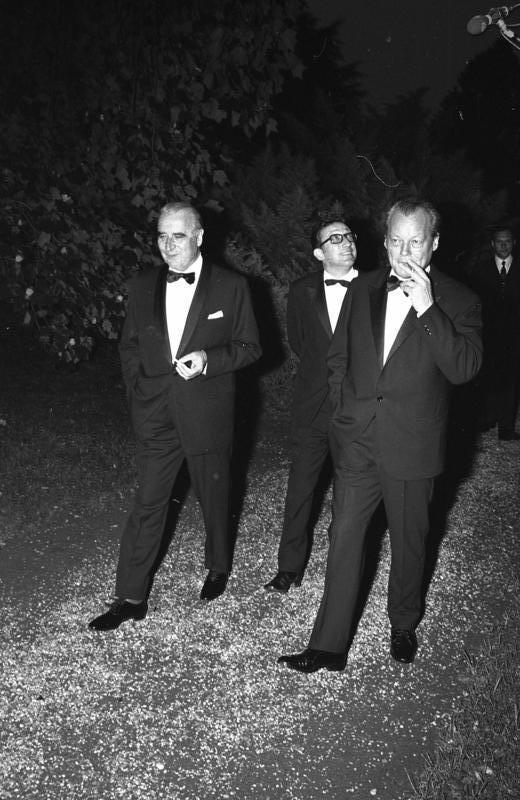
Georges Pompidou y Willy Brandt, en Colonia el 3 de julio de 1972, durante su mandato como presidente de la República Francesa.

En la política exterior, Pompidou siempre mantuvo una política de carácter gaullista y flexible ante algunas de las principales potencias mundiales, como Estados Unidos y Gran Bretaña. Realizó importantes visitas de estado a Etiopía, la República Popular China e Islandia donde se reunió con el presidente estadounidense Richard Nixon. Asimismo se reunió con distintos jefes de Estado como la reina Isabel II del Reino Unido, el presidente yugoslavo Josip Broz Tito, el líder rumano Nicolae Ceaușescu, el emperador etíope Haile Selassie, el líder chino Mao Zedong y su primer ministro Zhou Enlai, el presidente centroafricano Jean-Bédel Bokassa, el rey Huséin I de Jordania, el presidente mexicano Luis Echeverría, el presidente paraguayo Alfredo Stroessner, el sah de Irán Mohammad Reza Pahleví, el emperador Hirohito y la emperatriz Nagako de Japón, el líder soviético Leonid Brézhnev y el canciller de Alemania Occidental Willy Brandt.
Integración europea
En el plano internacional, optó por reforzar Europa, por profundizarla y fortalecerla frente al pacto atlántico. El Reino Unido, Irlanda y Dinamarca se integraron a la Comunidad Económica Europea (CEE). Sin interrumpir las relaciones diplomáticas con la Unión Soviética ni Europa oriental, aspiraba al fortalecimiento político de las instituciones europeas.
Según sus consideraciones generales, Georges Pompidou convocó a una cumbre de jefes de Estado a seis mandatarios para participar en la CEE y dar paso a romper el aislamiento diplomático de Francia y poner en marcha proyectos de reconstrucción europea. Así, Pompidou consiguió mejorar las relaciones exteriores de Francia.

## Fallecimiento

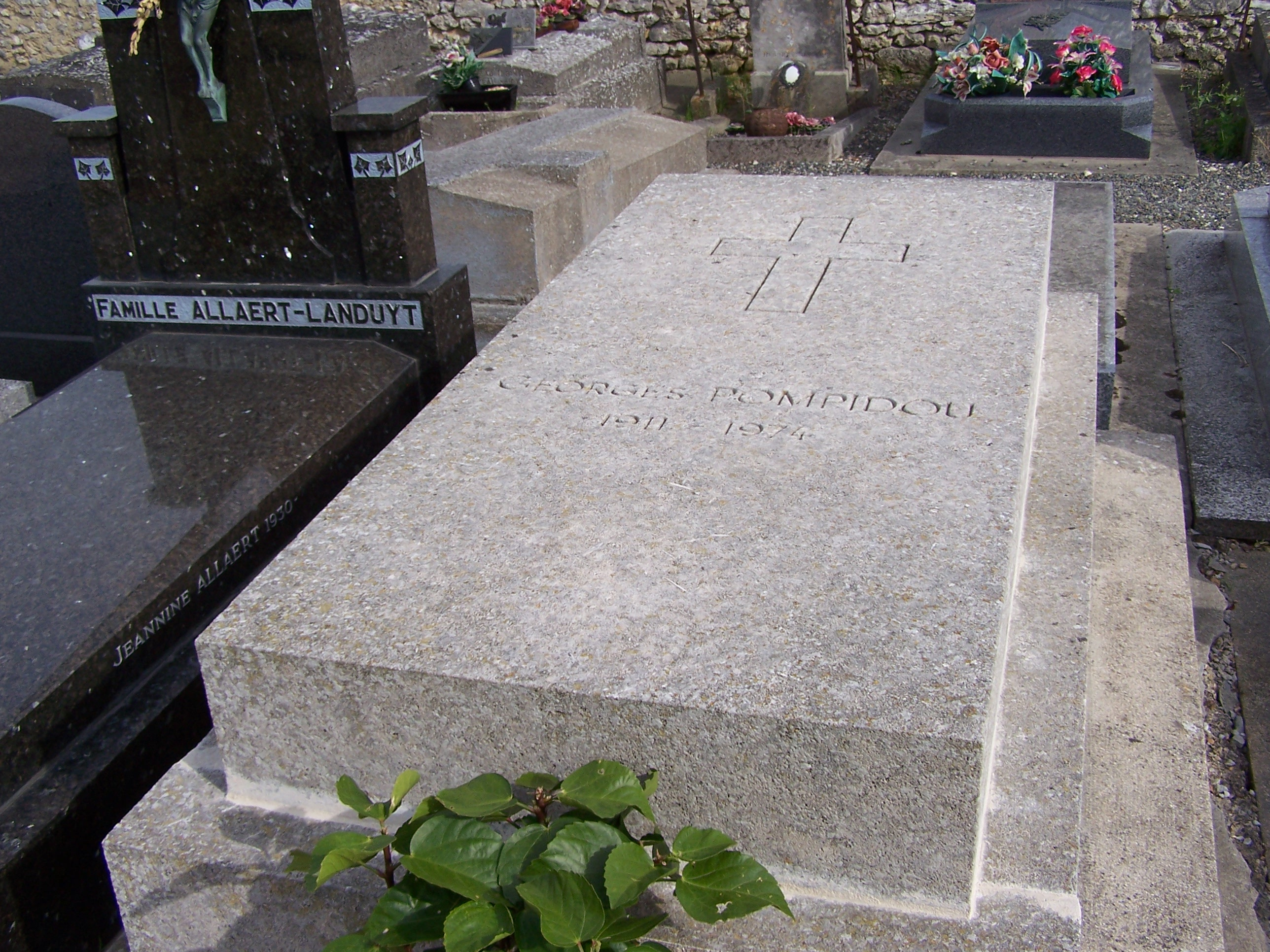
La tumba de Georges Pompidou y su esposa Claude Pompidou en Orvilliers.

Pompidou falleció en su apartamento de París, el 2 de abril de 1974, alrededor de las 9:00 p. m. (hora local), a consecuencia de la macroglobulinemia de Waldenström.
Según el doctor Jean Bernard, Georges Pompidou fue diagnosticado con la macroglobulinemia de Waldenström desde 1968 y probablemente, él ya sabía de su condición médica en el momento de su victoria de la elección presidencial en 1969. Según Bernard, si Pompidou hubiese renunciado a su mandato presidencial, la progresión de esta enfermedad de la sangre no se hubiese propagado rápidamente. Según la CIA, su enfermedad fue diagnosticada en el verano de 1971.
El 6 de abril de 1974 se celebró su funeral en la catedral de Notre Dame de París, pero su entierro tuvo lugar en Orvilliers, en la más estricta intimidad, "sin flores, o coronas o monumento. Un simple losa de piedra", como Pompidou estipuló en su testamento, escrito en agosto de 1972.
En su entierro se vieron reflejadas las palabras de su epitafio, compuesto poco después de su elección como presidente.
Las personas felices no tienen historia, me gustaría que los historiadores no tengan mucho que decir acerca de mi mandato.

## Después de su muerte
El 31 de enero de 1977, el presidente de la república, Valéry Giscard d'Estaing, inaugura el Centro Pompidou, el cual llevaría el nombre de Georges Pompidou, ya que fue construido durante su mandato.